# Origami Owl
A Origami Owl é uma empresa multinacional fabricante de joias e bijuterias norte-americana, fundada em 2010 por Bella Weems, quando tinha apenas 14 anos. Sua sede se localiza atualmente na cidade de Chandler no Arizona.

## Ligações Externas
- Website Oficial (em inglês)
- Instagram Oficial
- Facebook Oficial